# 切切利尼克
48°12′59″N 29°20′54″E / 48.21639°N 29.34833°E

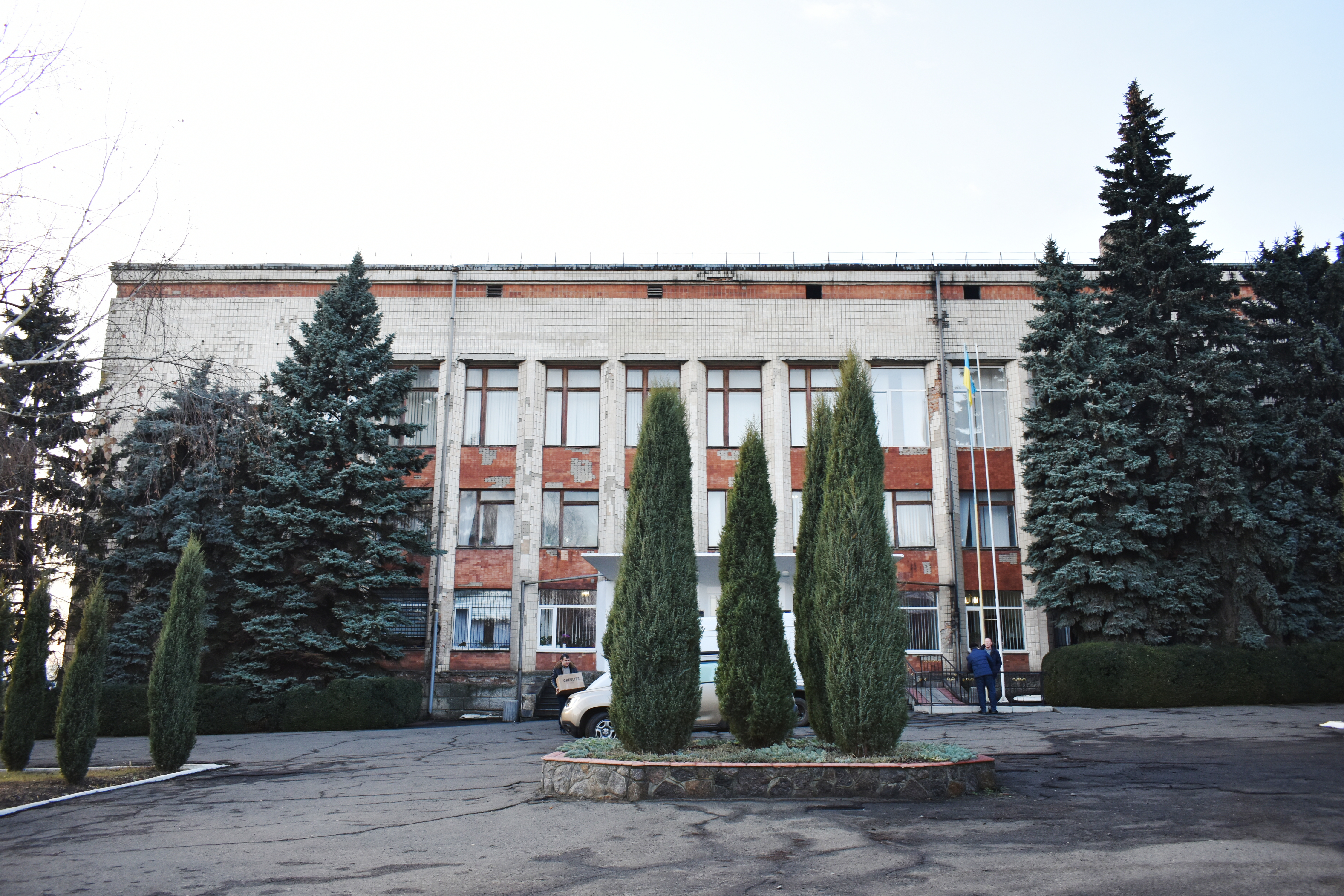
政府大楼

切切利尼克（羅馬化：Chechelnyk）是烏克蘭西南部文尼察州海辛區切切利尼克市镇内的市級鎮及其行政中心。始建於1635年10月8日，面積7.94平方公里，海拔高度167米，2011年人口5,187，人口密度每平方公里653人。